# Jane Isakson
Jane Lisa Isakson (ur. 15 października 1965 w Edmonton) – kanadyjska biathlonistka. W Pucharze Świata zadebiutowała 18 lutego 1988 roku w Chamonix, gdzie zajęła 18. miejsce w sprincie. Tym samym już w swoim debiucie zdobyła pierwsze pucharowe punkty. Nigdy nie stanęła na podium zawodów indywidualnych, najbliżej była 3 lutego 1991 roku w Oberhofie, gdzie razem z koleżankami z reprezentacji zajęła czwarte miejsce w sztafecie. Najlepsze wyniki osiągnęła w sezonie 1988/1989, kiedy zajęła 46. miejsce w klasyfikacji generalnej. W 1988 roku wystąpiła na mistrzostwach świata w Chamonix, gdzie zajęła 24. miejsce w biegu indywidualnym, 18. miejsce w sprincie i szóste w sztafecie. Była też między innymi szósta w biegu drużynowym podczas mistrzostw świata w Canmore w 1994 roku. W tym samym roku wystąpiła również na igrzyskach olimpijskich w Lillehammer, zajmując 15. miejsce w sztafecie. Brała też udział w igrzyskach w Albertville dwa lata wcześniej, zajmując 54. miejsce w biegu indywidualnym, 50. miejsce w sprincie i 11. w sztafecie.

## Osiągnięcia

### Igrzyska olimpijskie
| Rok  | Miejscowość | Konkurencje | Konkurencje | Konkurencje | Konkurencje | Konkurencje | Konkurencje | Konkurencje |
| Rok  | Miejscowość | IN          | SP          | PU          | MS          | RL          | MR          | SR          |
| ---- | ----------- | ----------- | ----------- | ----------- | ----------- | ----------- | ----------- | ----------- |
| 1992 | Albertville | 54.         | 50.         | nd.         | nd.         | 11.         | nd.         | –           |
| 1994 | Lillehammer | –           | –           | nd.         | nd.         | 15.         | nd.         | –           |

### Mistrzostwa świata
| Rok  | Miejscowość | Konkurencje | Konkurencje | Konkurencje | Konkurencje | Konkurencje | Konkurencje | Konkurencje |
| Rok  | Miejscowość | IN          | SP          | PU          | MS          | RL          | MR          | SR          |
| ---- | ----------- | ----------- | ----------- | ----------- | ----------- | ----------- | ----------- | ----------- |
| 1988 | Chamonix    | 24.         | 18.         | nd.         | nd.         | 6.          | nd.         | –           |
| 1989 | Feistritz   | 34.         | 34.         | nd.         | nd.         | –           | nd.         | –           |
| 1990 | Mińsk/Oslo  | 39.         | –           | nd.         | nd.         | –           | nd.         | –           |
| 1991 | Lahti       | 30.         | 37.         | nd.         | nd.         | –           | nd.         | –           |

### Puchar Świata

#### Miejsca w klasyfikacji generalnej
| Sezon     | Miejsce |
| --------- | ------- |
| 1987/1988 | ?       |
| 1988/1989 | 46.     |
| 1989/1990 | 49.     |
| 1990/1991 | 52.     |
| 1991/1992 | 62.     |
| 1993/1994 | 77.     |

#### Miejsca na podium chronologicznie
Isakson nigdy nie stanęła na podium zawodów PŚ.